# العلاقات المجرية البريطانية
العلاقات المجرية البريطانية هي العلاقات الثنائية التي تجمع بين المجر والمملكة المتحدة.

## مقارنة بين البلدين
هذه مقارنة عامة ومرجعية للدولتين:
| وجه المقارنة                                              | المجر                                                       | المملكة المتحدة                 |
| --------------------------------------------------------- | ----------------------------------------------------------- | ------------------------------- |
| المساحة (كم2)                                             | 93.04 ألف                                                   | 242.50 ألف                      |
| عدد السكان (نسمة)                                         | 9.78 مليون                                                  | 66.02 مليون                     |
| الكثافة السكانية (ن./كم²)                                 | 105.12                                                      | 272.25                          |
| العاصمة                                                   | بودابست                                                     | لندن                            |
| اللغة الرسمية                                             | لغة مجرية                                                   | لغة إنجليزية، اللغة الويلزية    |
| العملة                                                    | فورنت مجري                                                  | جنيه إسترليني                   |
| الناتج المحلي الإجمالي (بليون دولار)                      | 139.14 مليار                                                | 2.62 تريليون                    |
| الناتج المحلي الإجمالي (تعادل القوة الشرائية) بليون دولار | 260.42 مليار                                                | 2.72 تريليون                    |
| الناتج المحلي الإجمالي الاسمي للفرد دولار أمريكي          | 12.36 ألف                                                   | 43.88 ألف                       |
| الناتج المحلي الإجمالي للفرد دولار أمريكي                 | 25.07 ألف                                                   | 40.23 ألف                       |
| مؤشر التنمية البشرية                                      | 0.828                                                       | 0.907                           |
| رمز المكالمات الدولي                                      | +36                                                         | +44                             |
| رمز الإنترنت                                              | .hu                                                         | .uk، .gb                        |
| المنطقة الزمنية                                           | ت ع م+01:00، ت ع م+02:00، أوروبا/بودابست ‏، توقيت وسط أوروبا | توقيت غرينيتش، توقيت غرب أوروبا |

## مدن متوأمة
في ما يلي قائمة باتفاقيات التوأمة بين مدن مجرية وبريطانية:
- ترتبط إيرد مع Poynton [الإنجليزية]‏ باتفاقية توأمة.
- ترتبط جيولا ، المجر مع Droitwich Spa [الإنجليزية]‏ باتفاقية توأمة.
- ترتبط سولنوك مع Eastwood, Nottinghamshire [الإنجليزية]‏ باتفاقية توأمة منذ 1990.
- ترتبط كابوشفار مع باث باتفاقية توأمة منذ 1995.[17][17][18][18]
- ترتبط ازترغوم مع كانتربيري باتفاقية توأمة منذ 1992.
- ترتبط سيكشفهيرفار مع Chorley [الإنجليزية]‏ باتفاقية توأمة منذ 28 أكتوبر 1978.
- ترتبط نيرغهازا مع سانت ألبانز باتفاقية توأمة منذ 1971.[19][19][19][19]
- ترتبط سالجوتارجان مع دونكاستر باتفاقية توأمة.
- ترتبط تاتابانيا مع Christchurch, Dorset [الإنجليزية]‏ باتفاقية توأمة.
- ترتبط كيكسكيميت مع كوفنتري باتفاقية توأمة منذ 1991.[20][20][20]
- ترتبط سيجد مع كامبريدج باتفاقية توأمة منذ 6 نوفمبر 1993.[21][21]
- ترتبط كوسيغ مع Sherborne [الإنجليزية]‏ باتفاقية توأمة منذ 1995.

## منظمات دولية مشتركة
يشترك البلدان في عضوية مجموعة من المنظمات الدولية، منها:
| علم المنظمة | اسم المنظمة                               | تاريخ انضمام المجر | تاريخ انضمام المملكة المتحدة |
| ----------- | ----------------------------------------- | ------------------ | ---------------------------- |
|             | الاتحاد الأوروبي                          | 1 مايو 2004        | 1973                         |
|             | وكالة ضمان الاستثمار متعدد الأطراف        | 21 أبريل 1988      | 12 أبريل 1988                |
|             | منظمة التعاون الاقتصادي والتنمية          | 7 مايو 1996        | 2 مايو 1961                  |
|             | الأمم المتحدة                             | 14 ديسمبر 1955     | 24 أكتوبر 1945               |
|             | الوكالة الدولية للطاقة                    | ?                  | ?                            |
|             | الفريق المعني برصد الأرض                  | ?                  | ?                            |
|             | مركز تنسيق الحركة في أوروبا ‏              | ?                  | ?                            |
|             | منظمة حظر الأسلحة الكيميائية              | ?                  | ?                            |
|             | منظمة التجارة العالمية                    | 1995               | 1995                         |
|             | منظمة الشرطة الجنائية الدولية             | ?                  | ?                            |
|             | منظمة الأمن والتعاون في أوروبا            | 25 يونيو 1973      | 25 يونيو 1973                |
|             | مؤسسة التنمية الدولية                     | 29 أبريل 1985      | 24 سبتمبر 1960               |
|             | حلف شمال الأطلسي                          | 12 مارس 1999       | 4 أبريل 1949                 |
|             | نظام تحكم تكنولوجيا القذائف               | 1993               | 1987                         |
|             | يونسكو                                    | 14 سبتمبر 1948     | 4 نوفمبر 1946                |
|             | مجلس أوروبا                               | 6 نوفمبر 1990      | 5 مايو 1949                  |
|             | الاتحاد البريدي العالمي                   | ?                  | ?                            |
|             | البنك الدولي للإنشاء والتعمير             | 7 يوليو 1982       | 27 ديسمبر 1945               |
|             | اتفاقية السماوات المفتوحة                 | ?                  | ?                            |
|             | الاتحاد الدولي للاتصالات                  | 1866               | 24 فبراير 1871               |
|             | مؤسسة التمويل الدولية                     | 29 أبريل 1985      | 20 يوليو 1956                |
|             | المنظمة الأوروبية لسلامة الملاحة الجوية   | 1992               | 1960                         |
|             | المركز الدولي لتسوية المنازعات الاستشارية | 6 مارس 1987        | 18 يناير 1967                |
|             | مجموعة أستراليا                           | 1993               | 1985                         |
|             | مجموعة الموردين النوويين                  | ?                  | ?                            |

## وصلات خارجية
- موقع وزارة الخارجية المجرية
- موقع وزارة الخارجية البريطانية